# Саади, Абдулахи Мохамед
Абдулахи Мохамед Саади (род. 1934, Огаден) — первый президент сомалийского региона Эфиопии с января по июль 1993 года.

## Биографии
Саади родился в 1934 году в Фике, городе в Ногобском районе в Огадене, Эфиопия. В возрасте 14 лет с семьёй переехал в Герар, где посещал начальную школу. Затем окончил среднюю школу в Аддис-Абебе.
В начале 1956 года Саади отправился в Сомали, где начал свою политическую карьеру. Он выступил на Генеральной Ассамблее ООН в декабре 1964 года по поводу войны в Огадене. В 1964 году эмигрировал в Кению, где начал свой бизнес. В начале 1976 года вернулся в Сомали, чтобы продолжить политическую борьбу, приняв участие в эфиопо-сомалийской войне.
В 1977 году Саади был назначен представителем ФОЗС в Кувейте. Позже Саади вступил во вновь образованный Фронт национального освобождения Огадена. Позднее сомалийское правительство потребовало его возвращения. Опасаясь судебного преследования, Саади обратился за политическим убежищем в шведское посольство в Кувейте, затем переехал в Швецию.
Саади был среди 45 членов центрального комитета Освободительного фронта, созданного в 1992 году. Он был избран президентом вновь созданного эфиопского штата Сомали 23 января 1993 года, но отстранён от должности в июле 1993 года. Этот пост занял Хасан Джира Калинле.